# ピエール・ヴィラール

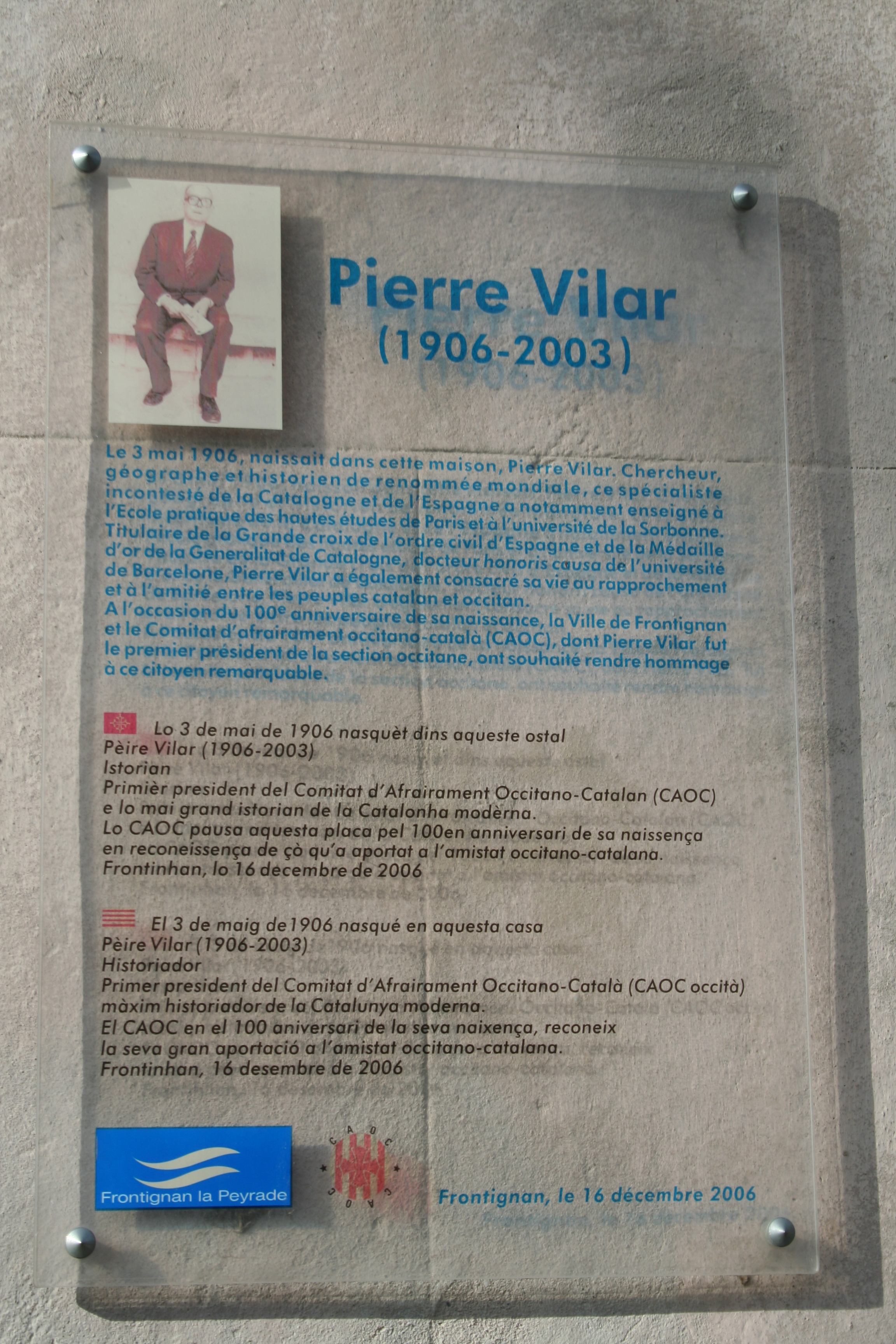
Pierre Vilar

ピエール・ヴィラール（Pierre Vilar、1906年5月3日 - 2003年8月7日）は、フランスの歴史学者。スペイン史特にカタルーニャ地方の歴史について著作を残した。

## 経歴
エロー県の出身。初め地理学者を志してカタルーニャ地方をテーマとしたが、後に歴史学に転向して、アナール学派に属し、後にマルクス主義の影響を受けた。1934年 - 1936年及び1945年 - 1947年にバルセロナのフランス学院に派遣されて同地で教鞭を取りながら研究を続けた。1965年にソルボンヌ大学教授となる。
1962年に博士論文『近世スペインの中のカタルーニャ』（La Catalognedans l'Éspagne moderne）を発表して、商業主体のカスティーリャ地方と農業主体のカタルーニャ地方が別箇の発展を遂げ、時代によっては片方の興隆と片方の衰退が関連して起きていることを説いた。この他にもカタルーニャを中心に据えたスペイン史の著作を発表したが、これは当時のスペイン・フランコ政権の忌避を受けてスペインではその著作が発売禁止の時代が長く続いた。
著書『スペイン史』（Histoire l'Éspagne）は、日本でも白水社文庫クセジュから刊行されている。晩年はカタルーニャ史の叢書編纂にも尽力した。